# Маршевое пополнение
Маршевое пополнение — обученные контингенты военнослужащих различных категорий, отправляющиеся в организованном порядке из запасных частей в действующую армию и флот для пополнения частей, соединений, органов управления и тыла.
Военнослужащие маршевых пополнений отправлялись на фронт обычно в составе маршевых подразделений или команд военных специалистов, например танковых войск, артиллерии и так далее.

## Маршевое пополнение во время Первой мировой войны (Россия)
В годы Первой мировой войны военнослужащие направлялись в действующую армию в составе маршевых рот. Маршевые роты комплектовались военнослужащими, завершившими курс военной подготовки в запасных батальонах. Маршевая рота имела в своем составе, помимо нижних чинов, также  и обер-офицеров, которые в большей степени были представлены прапорщиками, бывшими ротными командирами военного времени. Каждый солдат получал боевую винтовку, с которой ему предстояло воевать на фронте, но боеприпасами маршевые роты не снабжались. Штатная численность маршевой роты составляла в среднем 250 человек, но зачастую маршевые роты комплектовались еще большим числом военнослужащих. Это было связано с тем, что при перевозке пополнений на фронт нередко происходила убыль личного состава, причинами которой были являлись вспышки инфекционных заболеваний, а также дезертирство. Масштаб дезертирства из воинских эшелонов, перевозивших маршевые роты, на протяжении всей войны был большим. Так, в 1916 году пополнение из запасных батальонов Западной Сибири в действующую армию прибывало с утечкой в 25 % в среднем.

## Маршевое пополнение во время Великой Отечественной войны
С началом Великой Отечественной войны военные округа ВС СССР начали формировать маршевые подразделения для отправки на фронт. Так, например, только из Закавказского военного округа в первые же месяцы войны в действующую армию было отправлено 377 маршевых рот и 756 танковых экипажей; из Приволжского военного округа только 11—12 июля 1941 года — 16 маршевых батальонов.
С началом широких наступательных действий советских войск подготовка маршевых пополнений приобретала всё большее значение. Фронт требовал воинов многих специальностей. Для решения этой задачи в начале 1943 года часть запасных бригад была переформирована в учебные, создавались новые учебные танковые бригады и учебные полки самоходной артиллерии.
В начале войны маршевое пополнение из военных округов поступало непосредственно в части действующей армии. С марта 1942 года маршевые подразделения стали поступать исключительно через запасные части фронтов и армий, где, при наличии времени, они проходили доподготовку и лишь затем распределялись по дивизиям, выведенным в резерв армии (фронта).
Своеобразно комплектовались и готовились танковые маршевые подразделения. Обычно запасная танковая бригада состояла из двух учебных и одного запасного полков. Зачисленный в учебные полки личный состав получал полную подготовку по специальностям механиков-водителей, командиров орудий и стрелков-радистов. После этого они направлялись в запасной полк, который обычно располагался вблизи завода, выпускавшего танки. Сюда же прибывали и офицеры после излечения в госпиталях или окончания военных училищ. Командование запасного полка формировало маршевые роты, которые приступали к боевой подготовке: сначала они проходили обучение и слаживание на учебных танках, а потом, получив новые танки на заводе, обкатывали их. Все выявленные технические неполадки устранялись, после чего рота на танках, с которыми ей предстояло убывать на фронт, практически отрабатывала разнообразные тактические задачи и стрельбы. Затем она вместе с техникой грузилась в эшелон и следовала в действующую армию. 
Таким образом формировались целые танковые полки и бригады, управления которых снимались с фронта и отправлялись в пункты переформирования, где они получали личный состав (маршевые роты), вооружение, завершали слаживание и возвращались в действующую армию. На это уходило от двух недель до одного-полутора месяцев.